# Єлизавета Людовіка Баварська
Єлизавета Людовіка Баварська (нім. Elisabeth Ludovika, Prinzessin von Bayern; 13 листопада 1801, Мюнхен — 14 грудня 1873, Дрезден) — королева-консорт Пруссії, дружина Фрідріха Вільгельма IV.

## Біографія

### Дитинство та сім'я
Народилася в сім'ї короля Баварії Максиміліана I та королеви Кароліни Баденської. Вона була сестрою-близнючкою королеви Амалії Саксонської, дружини короля Йоганна I Саксонського, в також сестрою ерцгерцогині Софії Австрійської, матері імператора Франца Йосифа I та імператора Максиміліана I.

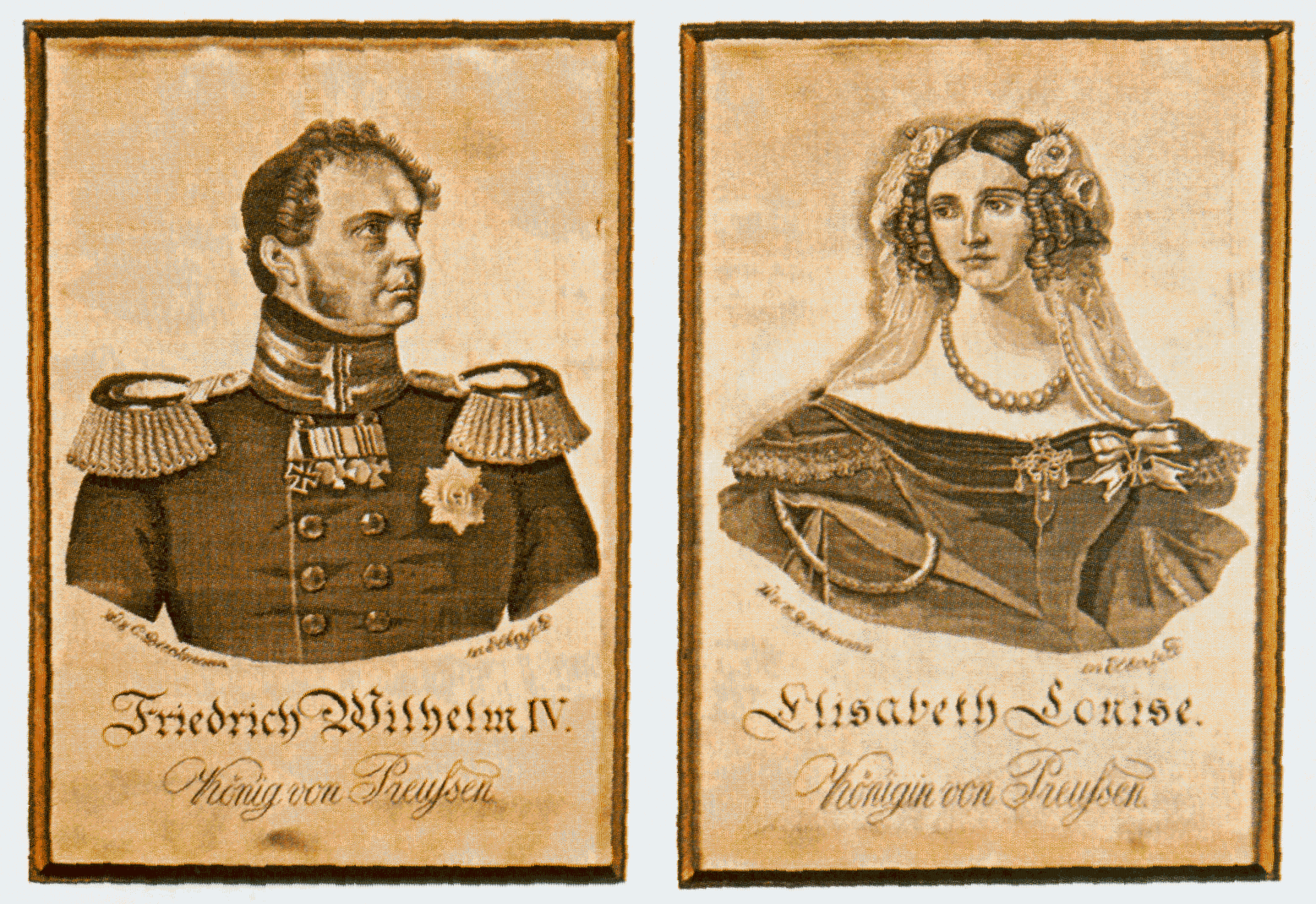
Шовкові картини з портретами Фрідріха Вільгельма IV і Єлизавети Баварської

### Шлюб з Фрідріхом IV.
29 листопада 1823 вона вступила в шлюб з прусським кронпринцом Фрідріхом Вільгельмом, що став згодом королем Пруссії Фрідріхом Вільгельмом IV. Єлизавета поділяла його інтереси, особливо у сфері мистецтва. У 1830 році вона перейшла в протестантизм. Ставши в 1840 р. королевою Пруссії, вона прагнула зміцнити дружні стосунки Прусії з  Австрією. Шлюб Єлизавети з Фрідріхом Вільгельмом вважається щасливим, хоча дітей вона не мала. Вона доглядала за чоловіком під час його тривалої хвороби.

### Після смерті чоловіка
Після смерті Фрідріха Вільгельма 2 січня 1861 р. Єлизавета Людовіка вела замкнутий спосіб життя, проживаючи в Сан-Сусі, Шарлоттенбурзі та замку Штольценфельс. Вона брала активну участь у благодійній діяльності і зберігала пам'ять про померлого чоловіка. У Єлизавети Людовіки склалися дружні відносини з імператором Вільгельмом I. 
Єлизавета Людовіка померла в 1873 р. в Дрездені, перебуваючи в гостях у своєї сестри-близнючки королеви Амалії Саксонської. 21 грудня була похована поряд з чоловіком під Фріденскірхе в Потсдамі.